# Distretto di Las Palmas
Il distretto di Las Palmas è un distretto di Panama nella provincia di Veraguas con 17.566 abitanti al censimento 2010

## Geografia antropica

### Suddivisioni amministrative
Il distretto è suddiviso in dodici comuni (corregimientos):
- Las Palmas
- Cerro de Casa
- Corozal
- El María
- El Prado
- El Rincón
- Lolá
- Pixvae
- Puerto Vidal
- San Martín de Porres
- Viguí
- Zapotillo